# Зидергелерсен
Зидергелерсен (њем. Südergellersen) општина је у њемачкој савезној држави Доња Саксонија. Једно је од 43 општинска средишта округа Линебург. Према процјени из 2010. у општини је живјело 1.600 становника. Посједује регионалну шифру (AGS) 3355035.

## Географски и демографски подаци
Зидергелерсен се налази у савезној држави Доња Саксонија у округу Линебург. Општина се налази на надморској висини од 44 метра. Површина општине износи 18,5 km². У самом мјесту је, према процјени из 2010. године, живјело 1.600 становника. Просјечна густина становништва износи 87 становника/km².

## Међународна сарадња
| Мјесто | Држава    | Врста сарадње | Од    |
| ------ | --------- | ------------- | ----- |
|        | Француска | партнерство   | 1993. |
| Извор  |           |               |       |